# Kurt Grünler
Kurt Grünler (* 15. August 1906 in Leipzig; † 28. Juli 1985) war ein deutscher Oberstleutnant und leitender Mitarbeiter des Ministeriums für Staatssicherheit (MfS) der Deutschen Demokratischen Republik (DDR). Er war von 1949 bis 1960 Leiter verschiedener Bezirksverwaltungen des MfS.

## Leben

### Kommunistischer Widerstandskämpfer
Grünler, Sohn eines Drehers, besuchte die höhere Bürgerschule und erlernte bis 1923 in Markranstädt den Beruf des Elektrikers. 1922 wurde er Mitglied der Sozialistischen Proletarierjugend und des Kommunistischen Jugendverbands Deutschlands (KJVD), 1923 der Internationalen Arbeiterhilfe und des Rotfrontkämpferbunds und 1928 der Kommunistischen Partei Deutschlands (KPD).
Bis 1930 war Grünler als Elektriker tätig und war zeitweise auf Wanderschaft. Dann wurde er arbeitslos und engagierte sich verstärkt im KPD-nahen, paramilitärischen Rotfrontkämpferbund und übernahm dort leitende Aufgaben. Zwischen 1930 und 1933 wurde er deswegen per Haftbefehl gesucht und hielt sich illegal in Sachsen auf. Nach der Machtübernahme der Nationalsozialisten ging Grünler im April 1933 in die Emigration nach Dänemark. 1934 ging er nach Schweden, aus dem er zwei Jahre später ausgewiesen wurde.
Grünler ging nach Spanien und kämpfte als Leutnant in der XI. Internationalen Brigade im spanischen Bürgerkrieg. Nach einer Verwundung im Juli 1937 schloss er sich zeitweise einer Partisaneneinheit an, bis er im März 1939 in Gefangenschaft geriet. Er wurde in St. Cyprien und Gurs in Frankreich interniert. 1940 wurde er als Mitglied einer Arbeitskompanie nach Nord-Frankreich geschickt und im Juli desselben Jahres an Deutschland ausgeliefert. Von 1940 bis zum Ende des Zweiten Weltkriegs 1945 war Grünler Häftling im Konzentrationslager Buchenwald.

### Offizier der Staatssicherheit in der DDR
1945 trat Grünler erneut in die KPD ein und wurde nach der Zwangsvereinigung der KPD und der SPD in der sowjetisch besetzten Zone Mitglied der Sozialistischen Einheitspartei Deutschlands (SED). Bis 1947 war er Amtsvorsteher in Altranstädt. 1947 ging er zur Volkspolizei und wurde innerhalb der Abteilung Kriminalpolizei 5 (K5) Leiter der Abteilung politische Polizei in Magdeburg.
Nach Gründung der DDR wurde Grünler im September 1949 Leiter der aus der Kriminalpolizei 5 hervorgegangenen Verwaltung zum Schutz der Volkswirtschaft in Mecklenburg und 1950 stellvertretender Leiter deren Landesverwaltung in Sachsen-Anhalt. Im Februar 1950 wurde diese Behörde in das Ministerium für Staatssicherheit (MfS) umgewandelt. 1952 wurde Grünler Leiter der Bezirksverwaltung Frankfurt (Oder). 1953 wurde er zum Oberstleutnant befördert. 1954/55 besuchte er Lehrgänge an der Bezirksparteischule der SED und wurde dann Leiter der Bezirksverwaltung Suhl. 1960 erkrankte Grünler schwer und war zeitweise beurlaubt, 1961 wurde er ins zentrale Archiv des MfS versetzt und ging 1964 in Rente.

## Ehrungen
- 1971 Vaterländischer Verdienstorden (DDR)